# جولیوس روزنوالد
جولیوس روزنوالد (انگلیسی: Julius Rosenwald؛ ۱۲ اوت ۱۸۶۲ – ۶ ژانویهٔ ۱۹۳۲) یک کارآفرین اهل ایالات متحده آمریکا بود.